# Het beste van De Dijk
Het beste van De Dijk is een verzamelalbum van de Nederlandse band De Dijk, uitgebracht in 1998.

## Nummers
| Nr. | Titel                       | Schrijver(s)                                                       | Duur |
| --- | --------------------------- | ------------------------------------------------------------------ | ---- |
| 1.  | Bloedend hart               | Daniel Derks, Bert Stelder, Hans van der Lubbe, Huub van der Lubbe | 3:16 |
| 2.  | Binnen zonder kloppen       | Pim Kops, Huub van der Lubbe                                       | 4:15 |
| 3.  | Groot hart                  | Nico Arzbach, Huub van der Lubbe                                   | 3:16 |
| 4.  | Ik kan het niet alleen      | Nico Arzbach, Antonie Broek, Huub van der Lubbe                    | 3:59 |
| 5.  | Mag het licht uit           | Huub van der Lubbe, Nico Arzbach                                   | 4:18 |
| 6.  | Onderuit                    | Huub van der Lubbe, Pim Kops                                       | 5:13 |
| 7.  | Nergens goed voor           | Pim Kops, Huub van der Lubbe                                       | 4:22 |
| 8.  | Wat een vrouw (live)        | Hans van der Lubbe, Huub van der Lubbe                             | 3:14 |
| 9.  | Lovesong 100.001            | Nico Arzbach, Huub van der Lubbe                                   | 3:26 |
| 10. | Niemand in de stad          | Nico Arzbach, Huub van der Lubbe                                   | 4:51 |
| 11. | Ze zeggen                   | Nico Arzbach, Antonie Broek, Huub van der Lubbe                    | 5:21 |
| 12. | Hou me vast                 | Pim Kops, Antonie Broek, Huub van der Lubbe                        | 4:57 |
| 13. | Laat het vanavond gebeuren  | Nico Arzbach, Antonie Broek, Huub van der Lubbe                    | 4:22 |
| 14. | Als ze er niet is           | Hans van der Lubbe, Huub van der Lubbe                             | 3:31 |
| 15. | Bij deze stand van de maan  | Hans van der Lubbe, Antonie Broek, Huub van der Lubbe              | 5:03 |
| 16. | Wanhoop niet                | Nico Arzbach, Antonie Broek, Pim Kops, Huub van der Lubbe          | 5:00 |
| 17. | Dansen op de vulkaan (live) | Huub van der Lubbe, Hans van der Lubbe, Antonie Broek              | 5:39 |
| 18. | Zoveel ik kan               | Bert Stelder, Huub van der Lubbe                                   | 2:53 |